# Das Weltreich der Deutschen
Das Weltreich der Deutschen ist ein deutscher Dokumentarfilm von Broadview TV aus dem Jahr 2010 und der Titel des Buchs zum Film. Gezeigt wird die Kolonialgeschichte des Deutschen Kaiserreichs im Wilhelminismus. Die Reihe kombiniert Dokumentation mit Spielszenen. Regie führten Sebastian Dehnhardt, Ricarda Schlosshan und Manfred Oldenburg. Co-Produzent ist das ZDF, vertreten durch den Leiter der Redaktion Zeitgeschichte Guido Knopp. Als wissenschaftlicher Berater fungierte der Historiker Horst Gründer.
Erstausstrahlung war am 6. April 2010 (Teil 2: 13. April und Teil 3: 20. April 2010).

## Teile
Die Dokureihe besteht aus drei Teilen:
- Teil 1: „Kopfjagd in Ostafrika“
- Teil 2: „Sturm über Südwest“
- Teil 3: „Abenteuer Südsee“

### Kopfjagd in Ostafrika
Der Film spannt den Bogen von der Besteigung des Kilimandscharos durch Hans Meyer am 6. Oktober 1889 in der deutschen Kolonie Deutsch-Ostafrika bis zu einer Gedenkfeier zur Erstbesteigung in der Zeit nach Tansanias Unabhängigkeit.
Erzählt wird anschließend die Geschichte der deutschen Kolonie Deutsch-Ostafrika von der brutalen Inbesitznahme der Gebiete durch Carl Peters 1884, der im Film als rassistischer „Hänge-Peters“ charakterisiert wird. Das Zusammenleben zwischen Afrikanern und Deutschen sei durch Gewalt und Angst geprägt gewesen. Nachfolgend wird die Geschichte der deutschen Besiedlung anhand des Ehepaars Tom und Magdalene von Prince erzählt. Tom von Prince kommt als Offizier der deutschen Schutztruppe nach Ostafrika. Der Aufstand der Wahehe unter ihrem Häuptling Chief Mkwawa (einem „äußerst fähigen Strategen“, einem „schwarzen Napoleon“), wird mit dem Schicksal des Ehepaars verknüpft, insofern Tom von Prince mit der Niederschlagung des Aufstands beauftragt wird. Schließlich gelingt es, den Aufstand niederzuwerfen. Erzählt wird im Film auch vom Maji-Maji-Aufstand, der unter anderem durch das Nachstellen der Schlacht bei Mahenge  rekonstruiert wird. Die Dokumentation spannt den Bogen bis zum Verlust der deutschen Kolonie im Ersten Weltkrieg. Der Film endet versöhnlich, insofern positive Aspekte der deutschen Kolonialpolitik (Zahnarzt, Sprache, kleine Fortschritte) aufgezeigt werden. Der Film endet mit Filmszenen, die bei einer Feierveranstaltung anlässlich der Besteigung des Kilimandscharo entstanden sind. Bei der „afrikanischen“ Veranstaltung, wird auch eine Gedenktafel für Hans Meyer enthüllt.
Die vielen Spielszenen werden gelegentlich durch Landschaftsaufnahmen, historische Fotoaufnahmen und wenige, kurze historische Filmaufnahmen ergänzt. Als „Zeitzeugen“ kommen der Historiker Horst Gründer, die Afrikanistin Marianne Bechhaus-Gerst, der afrikanische Politiker Sengondo Mvungi, der tansanische Historiker Paul Msemwa aber auch Nachfahren damaliger Akteure zu Wort. So äußert sich Lettow-Vorbecks Großneffe Christian von Lettow-Vorbeck über die Guerilla-Taktik, die sein Großonkel zur Verteidigung der Kolonie während des Ersten Weltkriegs anwandte. Edmund Mkwawa, ein Enkel Mkwawas, darf sich zum Aufstand seines Großvaters äußern.

### Sturm über Südwest
Der Grundaufbau des Filmes ähnelt dem vorhergehenden Teil (Pioniertat, Kolonialkrieg, Aufarbeitung). Er geht aber dabei auf die Besonderheiten in Südwestafrika, dem heutigen Namibia ein.
Der Film beginnt mit der Inbesitznahme durch den Bremer Kaufmann Adolf Lüderitz. Nach anfänglichem Zögern entschloss sich die Reichsregierung dazu, die eigenmächtige Erwerbung des Kaufmanns unter den „Schutz des Deutschen Reiches zu stellen“. Die dabei mit den Einheimischen geschlossenen „Schutzverträge“ seien laut den Aussagen des Historikers Festus Tjikuua als zweifelhaft anzusehen, da ihre Tragweite von den Unterzeichnern nicht immer verstanden worden sei. Es wird die Werbung für das Schutzgebiet Deutsch-Südwest als Siedlungskolonie beschrieben, was aus Aufzeichnungen des Auswandererpaares Else und Gustav Sonnenberg rekonstruiert wird. Die heutigen Angehörigen des Stammes der Herero, Christian Zeraeua und Alfons Maharero, beschreiben die zunehmenden Konflikte der afrikanischen Stammesvorfahren mit den Deutschen aufgrund der Konkurrenz um Weideland, der Abhängigkeit von deutschen Händlern sowie der ungerechten Justiz. Der im Film nachgestellte Verhandlungsversuch des Häuptlingssohns Friedrich Maharero in Berlin blieb weitgehend folgenlos. Das Gespräch mit Wilhelm II. ist nicht überliefert. Der Beginn des Hereroaufstandes im Januar 1904 wird anhand der Familie Sonnenberg gezeigt. Gustav Sonnenberg wurde wie 123 andere männliche Deutsche von den Herero ermordet. Frauen und Kinder, darunter Else Sonnenberg (1879–1967), wurden hingegen von den Herero ausdrücklich verschont und versorgt. Sie veröffentlicht ihre Erlebnisse bald nach ihrer Rückkehr nach Deutschland unter dem Titel Wie es am Waterberg zuging.
Mit Hilfe von Computersimulation stellt der Film die spätere Schlacht am Waterberg dar, bei dem 35.000 Herero samt Frauen, Kindern und Vieh vor der Schutztruppe unter Lothar von Trotha Zuflucht suchten. Den daraufhin von Trotha erlassenen Vernichtungsbefehl an die Herero bezeichnet der Nachfahre Gustav-Adolf von Trotha im Film als „töricht“. Der Zeitgenosse und Schutztruppenoffizier Victor Franke wird als Beispiel für die Ablehnung aus den eigenen Reihen zitiert („Farce schlimmster Art“).
Die Afrikanistin Marianne Bechhaus-Gerst definiert den Befehl Trothas, die Herero in die Omaheke-Wüste zu vertreiben, als Völkermord. Der Historiker Horst Gründer spricht hingegen von Differenzierung. Der Befehl sei bei Bekanntwerden im Deutschen Kaiserreich aufgehoben, von Trotha abberufen und seine Politik als unchristlich abgelehnt worden. Der Film schließt mit dem 2007 stattgefundenen Versöhnungstreffen zwischen Herero-Angehörigen und Familienangehörigen der von Trothas in Namibia.

### Abenteuer Südsee
Der dritte Teil der Dokumentation behandelt die Südsee als Projektionsfläche europäischer Phantasien vom Paradies, welche auf die kulturelle Wirklichkeit der einheimischen Inselbewohner trafen. Als besonderer Kontrast zwischen den Kulturen wird der rituelle Kannibalismus der Ureinwohner Papua-Neuguineas hervorgehoben.
Als Beispiel für die Sehnsucht nach der Freiheit von den Zwängen der Heimat dient der deutsche Aussteiger August Engelhardt. Seine Neigung zum Nudismus und Vegetarismus wird als Grund für die Übersiedelung nach Deutsch-Neuguinea und den Rückzug auf die eigene Insel Kabakon angeführt. Dort habe er eine Lebensgemeinschaft „der ersten deutschen Hippies“ begründet. Auch die Angehörigen der Kolonialverwaltung gelten im Film, verglichen mit den Verhältnissen in Deutschland, als freizügig, was Party-Szenen bei der emanzipierten Halb-Samoanerin Emma Kolbe (Queen Emma) sowie die Mischehe des Statthalters Albert Hahl verdeutlichen. Laut dem interviewten Forscher Hermann Hiery ist diese Ungezwungenheit unter anderem auf die süddeutsch geprägte, unpreußische Zusammensetzung des Verwaltungsapparats zurückzuführen. Als Gegenpol dient der Pater Matthäus Rascher, ein deutscher Missionar auf der Insel Neupommern im Bismarckarchipel. Rascher wird als rigoroser Bekämpfer der Promiskuität unter den Inselbewohnern dargestellt. Die Ermordung des Paters und seiner Ordensschwestern am 13. August 1904 zeigt die Folgen des europäischen Missionseifers. Eine Mittelstellung zwischen den Positionen Engelhardts und Raschers nimmt die Rolle von Wilhelm Solf als ehemaliger Gouverneur Deutsch-Samoas ein. Einst für seine gemäßigte Kolonialpolitik bei den Einheimischen geachtet, trat er nach seiner Rückkehr in Deutschland für die Rassentrennung in den deutschen Kolonien mittels Eheverordnung ein. Der Historiker Horst Gründer interpretiert dies als Versuch Solfs, insbesondere die samoanischen Frauen vor Übergriffen zu schützen. Es kam indes dennoch zu deutsch-samoanischen Kindern, was durch Interviews mit heutigen Nachkommen gezeigt wird.